# Triviale knoop
In de knopentheorie, een deelgebied van de topologie, kan men zich een triviale knoop voorstellen als een gesloten lus van touw zonder dat er echt een knoop in zit. Een wiskundige knooptheoreticus zou een triviale knoop meer formeel beschrijven als een afbeelding van enige inbedding, die kan worden vervormd tot de standaard triviale knoop, dat wil zeggen de inbedding van de cirkel als een meetkundige ronde cirkel. Een triviale knoop is het identiteitselement met betrekking tot de knoopsom operatie. 